# Städtische Universität Nayoro
Koordinaten: 44° 21′ 51,8″ N, 142° 27′ 40″ O

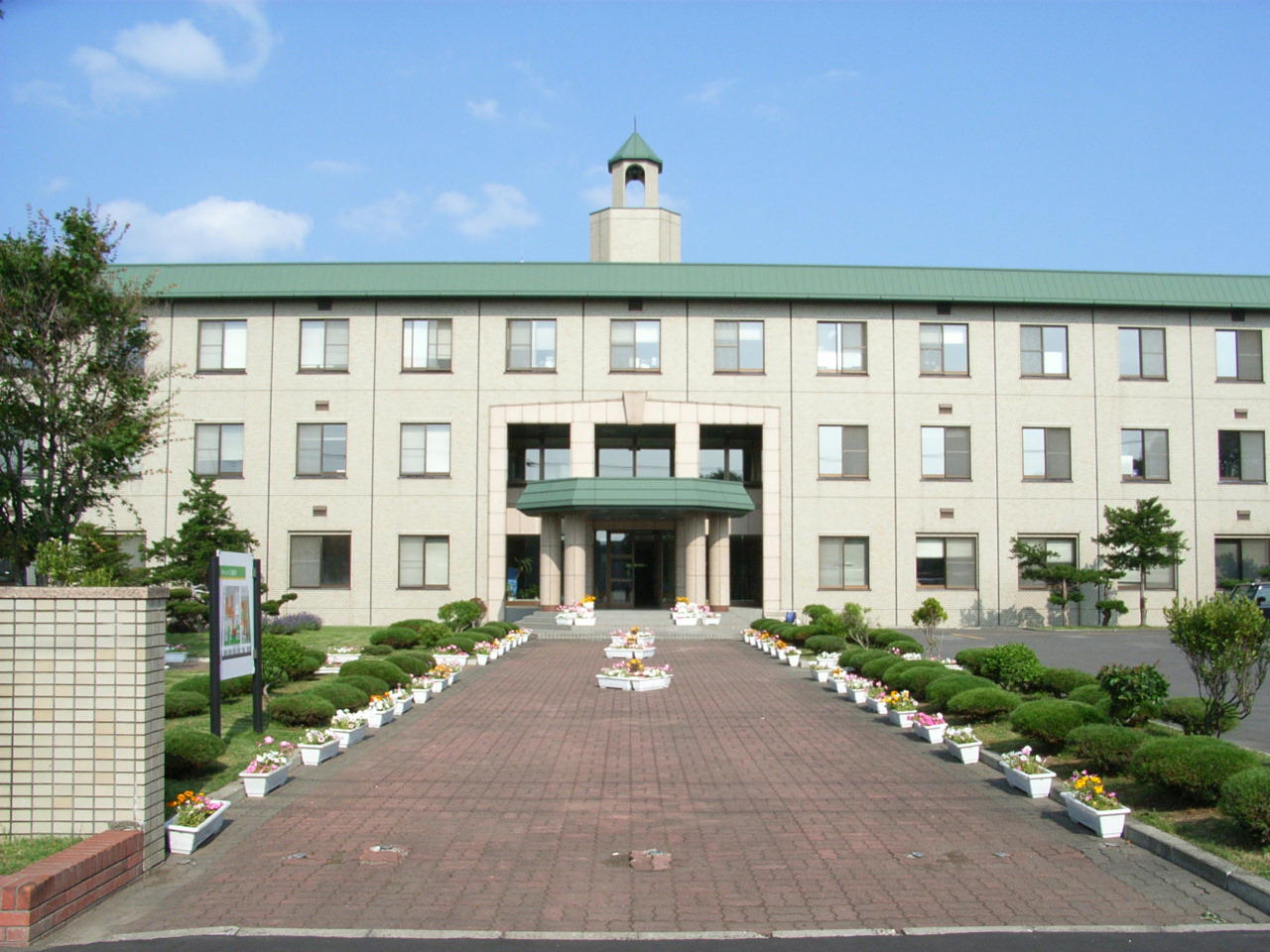
Hauptgebäude (2006)

Die Städtische Universität Nayoro (japanisch 名寄市立大学 Nayoro-shiritsu daigaku; engl. Nayoro City University, kurz: NCU) ist eine städtische Universität in Nayoro, Hokkaidō (Japan). Sie ist die nördlichste der japanischen öffentlichen Universitäten.
Die Universität wurde 1960 als Frauenkurzuniversität Nayoro (名寄女子短期大学, Nayoro joshi tanki daigaku) gegründet. 1990 wurde sie zur koedukativen Hochschule und wurde in Städtische Kurzuniversität Nayoro umbenannt. 2006 entwickelte sie sich zur 4-jährigen Städtischen Universität Nayoro. Sie hat bisher keine Graduiertenschule.

## Fakultäten
- Fakultät für Gesundheits- und Wohlfahrtswissenschaft
  - Abteilung für Nährungswissenschaft
  - Abteilung für Pflegewissenschaft
  - Abteilung für Soziale Wohlfahrtswissenschaft
  - Abteilung für Kindertagespflege und Vorschulpädagogik